# Millesimo
Millesimo là một đô thị ở tỉnh Savona ở vùng Liguria của Ý, có khoảng cách khoảng 60 km về phía tây của Genoa và khoảng 25 km về phía tây bắc của Savona. Tại thời điểm ngày 31 tháng 12 năm 2004, đô thị này có dân số 3.306 người và diện tích là 15.9 km².
Đô thị Millesimo có các frazione (đơn vị cấp dưới) Acquafredda.
Millesimo giáp các đô thị: Cengio, Cosseria, Murialdo, Osiglia, Pallare, Plodio, và Roccavignale.